# Syntomostola
Syntomostola är ett släkte av fjärilar. Syntomostola ingår i familjen björnspinnare.
Kladogram enligt Catalogue of Life:
| Syntomostola | \| \| Syntomostola semiflava \| \| \| \| \| \| Syntomostola xanthosoma \| \| \| \| |
|              | \| \| Syntomostola semiflava \| \| \| \| \| \| Syntomostola xanthosoma \| \| \| \| |
|              | Syntomostola semiflava                                                             |
|              |                                                                                    |
|              | Syntomostola xanthosoma                                                            |
|              |                                                                                    |